# Кривич, Валентин Иннокентьевич
Валентин Иннокентьевич Кривич (настоящая фамилия — Анненский; 1880—1936) — русский поэт, сын Иннокентия Анненского.

## Биография
Учился в 1-й киевской и 8-й петербургской гимназиях, окончил Николаевскую царскосельскую гимназию (1899). Окончил юридический факультет Императорского Санкт-Петербургского университета (1903). Служил в Канцелярии петербургского губернатора (1904—1906), в канцелярии Министерства путей сообщения (1906—1914). Коллежский асессор (с 1912). Служил в Управлении сберкассами Министерства финансов (1915—1918). В 1905 году женился на Н. В. фон Штейн. В 1896—1916 и в 1922—1936 годах жил в Детском Селе.
Дебютировал в 1902 году в «Литературных вечерах» и вскоре после этого — в «Литературно-художественном сборнике» (СПб., 1903), затем печатался в журналах «Нива», «Юность», «Образование». В 1906 году участвовал в сборнике литераторов-царскоселов «Северная речь» и печатал стихи и рецензии в литературных приложениях к газете «Слово». В 1909 году был привлечён к ведению «Заметок о русской беллетристике» в журнале «Аполлон». В 1910-е годы публиковал стихи в журналах «Искорки», «Весь мир», «Пробуждение», «Вестник Европы». В 1918 году в газете «Современное слово» печаталась с продолжениями его повесть «Старая тетрадь». Ряд его стихотворений был положен на музыку А. В. Таскиным («В бессонницу»), А. Н. Вертинским («В сиреневый час»). С 1906 года Кривич был в приятельских отношениях с Н. С. Гумилёвым. Выпустил сборник стихов «Цветотравы» (М., 1912). Наиболее значительные стихи созданы им в 1920-е годы, например, «Плясовая-Смоленская» (1923), «Карусель» (1923).
…опекун рукописных писателей, амфитрион литературных чаепитий, кладезь анекдотов и рог сатирического изобилия, энтузиаст российского слова и верный блюститель „заветов милой старины“…Э. Ф. Голлербах
В 1925 году в альманахе «Литературная мысль» была напечатана работа Кривича — «И. Анненский по семейным воспоминаниям и рукописным материалам». В последние годы жизни Кривич, сильно нуждаясь и тяжело болея, продолжал работать над биографической книгой об отце.